# Flosmutisia paramicola
Flosmutisia es un género monotípico de plantas herbáceas, perteneciente a la familia Asteraceae.  Su única especie: Flosmutisia paramicola,  es originaria de Colombia en el Departamento de Magdalena.

## Taxonomía
Flosmutisia paramicola fue descrita por   Cuatrec. y publicado en el Anales del Jardín Botánico de Madrid 42(2): 417. 1985[1986].